# Teatro Tivoli
Teatro Tivoli – teatr znajdujący się na Avenida da Liberdade, w centrum Lizbony, w Portugalii. Założony został w 1924 roku i dysponuje 1088 miejscami .Obiekt został sklasyfikowany przez IPPAR jako własność interesu publicznego.